# The Enchantment
The Enchantment är ett musikalbum från 2007 med Chick Corea på piano och Béla Fleck på banjo.

## Låtlista
1. Señorita (Chick Corea) – 5'21
2. Spectacle (Béla Fleck) – 4'40
3. Joban Dna Nopia (Chick Corea) – 6'29
4. Mountain (Béla Fleck) – 3'54
5. Children's Song #6 (Chick Corea) – 4'03
6. A Strange Romance (Béla Fleck) – 4'47
7. Menagerie (Béla Fleck) – 5'53
8. Waltse for Abby (Béla Fleck) – 3'03
9. Brazil (Ary Barroso/Sydney Russell) – 5'59
10. The Enchantment (Chick Corea) – 5'40
11. Sunset Road (Béla Fleck) – 4'36

## Medverkande
- Chick Corea – piano
- Béla Fleck – banjo

## Mottagande
Skivan fick ett gott mottagande när den kom ut med ett snitt på 4,2/5 baserat på tre recensioner.